# Walter Nowojski
Walter Nowojski (* 12. November 1931 in Annahütte (Niederlausitz); † 8. November 2012 in  Eichwalde) war ein deutscher Germanist. Er arbeitete ab 1959 als Literaturredakteur beim Rundfunk der DDR, später wurde er Leiter des Bereichs Hörspiel. 1969 wechselte er zum Deutschen Fernsehfunk und wurde Leiter des Bereichs Dramatische Kunst. Wegen politischer Differenzen wurde er 1974 entlassen. Von 1975 bis 1990 war er Chefredakteur der Zeitschrift Neue Deutsche Literatur. Bekannt wurde er vor allem als Herausgeber der Tagebücher Victor Klemperers, mit dessen Nachlass er sich seit 1978 beschäftigte.

## Leben
Walter Nowojski wuchs als Sohn eines Bergarbeiters als zweites von drei Kindern (ein älterer Bruder, eine jüngere Schwester) in Annahütte/Niederlausitz auf. Nach der Volksschule und einer Ausbildung als Verwaltungsangestellter mit gleichzeitigem Besuch der Wirtschaftsschule war Nowojskis erster Arbeitsplatz die Abteilung Kultur im Rat des Kreises Senftenberg. 1949 bis 1952 absolvierte er die Arbeiter-und-Bauern-Fakultät in Potsdam und studierte 1952 bis 1956 Germanistik an der Humboldt-Universität zu Berlin, wo er unter anderem Victor Klemperer hörte, der 1954 bis 1956 an der Berliner Humboldt-Universität eine Folge von Gastvorlesungen hielt, u. a. über den Einfluss der französischen auf die deutsche Literatur. Klemperers Buch LTI (Lingua Tertii Imperii) hatte Nowojski bereits früh für die Doppelbödigkeit der Sprache sensibilisiert. 1955 heiratete er, bald darauf wurde eine Tochter geboren.
Nach dem Studium arbeitete Nowojski ab 1956 als Lektor im Verlag Neues Leben, ab 1959 bei Radio DDR, wo er als Journalist und später als Leiter der Redaktion Literatur und Kulturpolitik tätig war. In diese Zeit fallen zahlreiche seiner Beiträge zur Reihe Begegnungen mit Büchern und Poeten. 1966 wurde er Chefdramaturg des Staatlichen Komitees für Rundfunk und war damit für mehrere Jahre verantwortlich für die Hörspiel-Produktion aller DDR-Rundfunksender. Hier knüpfte er Kontakte zu bekannten Autoren wie auch zu damals noch jungen Schriftstellern. Eine besondere Freundschaft verband ihn mit Erwin Strittmatter. Auch über die Grenzen der DDR hinaus unterhielt er Kontakte und führte Interviews mit zahlreichen westdeutschen Schriftstellern sowie mit sowjetischen Autoren. 1969 wurde Nowojski stellvertretender Leiter, später Leiter des Bereichs dramatische Kunst des Fernsehens der DDR. 1974 wurde er nach politischen Differenzen entlassen und erhielt Hausverbot. Von 1975 bis 1990 war Nowojski Chefredakteur der Zeitschrift neue deutsche literatur und Mitglied des Präsidiums des Schriftstellerverbands der DDR.
Als Nowojski 1978 von dem umfangreichen Nachlass Klemperers in der Sächsischen Landesbibliothek Dresden hörte, machte er sich mit den Manuskripten und Diarien vertraut und gewann mit Unterstützung von Hadwig Klemperer den Aufbau-Verlag zur planvollen Herausgabe von Klemperers Autobiographie Curriculum vitae und seiner Tagebücher.
Walter Nowojski bejahte die demokratische Umwälzung. Seine Ablösung als Chefredakteur der NDL durch den neugewählten Vorstand der Schriftstellerverbandes im März 1990 galt ausdrücklich nicht als Kritik an seinen Leistungen in den zurückliegenden 15 Jahren, sondern man glaubte, mit der Wahl eines neuen Chefredakteurs ein Zeichen der Erneuerung setzen zu müssen. Ende 1990 trat Nowojski in den vorgezogenen Ruhestand. Die Wende bot Nowojski die Chance, die Tagebücher von Victor Klemperer ohne verfälschende Weglassungen publizieren zu können. Im Herbst 1995 erschienen im Aufbau-Verlag die beiden Bände von Victor Klemperers Tagebüchern 1933–1945 Ich will Zeugnis ablegen bis zum letzten. Im November 1995 nahm Nowojski zusammen mit Hadwig Klemperer den postum Victor Klemperer zugesprochenen Geschwister-Scholl-Preis entgegen. Die Laudatio hielt Martin Walser. Neben einer intensiven Vortragstätigkeit arbeitete Nowojski in den folgenden Jahren an der Herausgabe der Tagebücher der Jahre 1918–1932 und 1945–1959.
2005 nahm Nowojski sein umfangreichstes Vorhaben in Angriff: die digitale kommentierte Gesamtausgabe der ungekürzten Tagebücher 1918–1959, die er nicht zu Ende führen konnte.

## Publikationen
- In dunkler Zeit. Künstlerschicksale zwischen 1933 und 1945, Berlin 1963 (Hrsg.)
- Lehrzeit. Geschichten und Erinnerungen, Berlin 1979 (Prosa-Anthologie; Hrsg.)
- Mein Vater – meine Mutter, Berlin 1986 (Prosa-Anthologie; Hrsg.)
- Berlin – ein Ort für den Frieden, Berlin 1987 (Hrsg.)
- Mein Ort. Erinnerungen, Entdeckungen, Sehnsüchte, Berlin 1989 (Prosa-Anthologie; Hrsg.)
- Victor Klemperer, "Curriculum vitae. Erinnerungen eines Philologen", 2 Bde., Berlin 1989 (Hrsg.);
- Der Kinnhaken, Berlin 1993 (Prosa-Anthologie; Hrsg.)
- Victor Klemperer, "Ich will Zeugnis ablegen bis zum letzten. Tagebücher 1933–1945", 2 Bde., Berlin 1995 (Hrsg., unter Mitarbeit von Hadwig Klemperer; auch als Taschenbuch-Ausgabe in 8 Bänden, Berlin 1999)
- Victor Klemperer, "Leben sammeln, nicht fragen wozu und warum. Tagebücher 1918–1932", 2 Bde., Berlin 1996 (Hrsg., unter Mitarbeit von Christian Löser; auch als Taschenbuch-Ausgabe in 6 Bänden, Berlin  2000)
- Victor Klemperer, "So sitze ich denn zwischen allen Stühlen. Tagebücher 1945–1959", 2 Bde., Berlin 1999 (Hrsg., unter Mitarbeit von Christian Löser)
- Victor Klemperer. Ein Leben in Bildern, Bildbiographie, Berlin 1999 (zusammen mit Christian Borchert und Almut Giesecke)
- Rudolf Hirsch, "Aus einer verlorenen Welt. Erinnerungen", Berlin 2002 (Hrsg.)
- Victor Klemperer (1881–1960): Romanist – Chronist der Vorhölle, Berlin 2004 (Band 9 der Reihe "Jüdische Miniaturen")
- Als das Feuer zurückkam. In: "Die Zeit", Nr. 7, 10. Februar 2005
- Victor Klemperer, "Die Tagebücher (1933–1945). Kommentierte Gesamtausgabe", Berlin 2007 (CD-ROM, Bd. 150 der "Digitalen Bibliothek"; Hrsg.; Mitarbeit: Christian Löser)

## Rundfunkbeiträge

### Beiträge für Radio DDR
- Bericht über eine Begegnung mit dem Schriftsteller Heinrich Böll und Lesung aus seinem neuen Roman "Billard um halbzehn". Begegnungen mit Büchern und Poeten. EA: Radio DDR I, 4. Juni 1961.
- Vorstellung des Schriftstellers Leonhard Frank und Lesung aus "Links, wo das Herz ist". Begegnungen mit Büchern und Poeten. EA: Radio DDR I, 2. Juli 1961.
- Herbert Nachbar "Einhild Handmann". Begegnungen mit Büchern und Poeten. EA: Radio DDR I, 11. März 1962.
- Zum 60. Geburtstag von Michail Scholochow. Begegnungen mit Büchern und Poeten. EA: Radio DDR I, 23. Mai 1965.
- Gespräch mit Magda Szabó und Autorenlesung der Novelle "Muttchen". Begegnungen mit Büchern und Poeten. EA: Radio DDR II, 7. Juni 1965.
- Jorge Semprun "Die große Reise". Begegnungen mit Büchern und Poeten. EA: Radio DDR I, 4. Juli 1065.
- Franz Fühmann liest aus seiner Erzählung "Die Schöpfung". Begegnungen mit Büchern und Poeten. EA: Radio DDR I, 28. August 1966.
- Simone de Beauvoir "Memoiren einer Tochter aus gutem Hause". Begegnungen mit Büchern und Poeten (72). EA: Radio DDR II, 24. September 1967.
- Jannis Ritsos – ein Sänger Griechenlands. Begegnung mit Büchern und Poeten. EA: Radio DDR II, 17. Dezember 1967.
- Berühmte Dichter über ihr erstes Leseerlebenis. Stunde der Weltliteratur. Begegnungen mit Büchern und Poeten (75). EA: Radio DDR II, 21. Januar 1968.
- Thyde Monnier "Liebe – Brot der Armen". Begegnungen mit Büchern und Poeten. EA: Radio DDR I, 16. Juni 1968.
- Romain Rolland "Die verzauberte Seele". Begegnungen mit Büchern und Poeten. EA: Radio DDR II, 14. Juli 1968.
- Georgische Lyrik. Reihe: Stunde der Weltliteratur. Begegnungen mit Büchern und Poeten. EA: Radio DDR II, 19. Oktober 1969.
- Lesung aus Werken von Goethe, Marchwitza und Strittmatter. Begegnungen mit Büchern und Poeten (100). EA: Radio DDR II, 29. März 1970.